# 有責配偶者離婚請求訴訟
有責配偶者離婚請求訴訟（ゆうせきはいぐうしゃりこんせいきゅうそしょう）とは日本の判例。ここで言う「有責配偶者」とは、「婚姻の破綻につき、もっぱらまたは主として責任のある配偶者」すなわち「自ら離婚原因を作って婚姻関係を破綻させた者」のことを指す。

## 概要
男Aと女Bは1937年に結婚した。2人の間には子供ができず、Aの知人女性Cの2人の娘と戸籍上の養子縁組をした。
1949年にBは、AがCと不倫をしていることに気づいた。AはBに離婚を迫ったが、Bは拒否。Aは別居してCと同居を始めた。
残されたBは別居後にAから処分してよいと言われたA名義の家を24万円で売却したが、Aからは仕送りは行われず、Bは親族宅に身を寄せて人形作りで生計をたて、数年間の療養生活を挟んで1978年まで働いていた。その後は無職で資産もなく、年金だけに頼る生活を送っていた。
AはCと同棲後に、CにAの父との養子縁組をさせることで同じ姓にして世間体をつくろい、Cとの間に生まれた男児2人を認知した。また、Aは複数の会社を経営しており、Bと比較すると裕福な生活を送っていた。
1983年にAはBに離婚を求めたが、Bは拒否。Aは裁判所に離婚請求の申し立てをした。1985年に下級審はAの訴えを棄却した。
1987年9月2日、最高裁大法廷は以下の点から原審を破棄して高裁に差し戻す判決を言い渡した。
- 民法第770条第1項第5号が規定する「婚姻を継続しがたい重大な事由」とは、夫婦が婚姻の目的である共同生活を達成し得なくなり、その回復の見込みが無くなった場合には、夫婦の一方が他方に対し、訴えにより離婚を請求できる旨を定めたものと解され、責任のある一方の当事者からの離婚請求を許容すべきではないという趣旨までを読み取ることはできない。
- 「婚姻を継続しがたい重大な事由」につき専ら責任のある一方の当事者からされた場合に、民法全体の指導理念である信義誠実の原則に照らして許されるかどうかを判断するにあたって、有責配偶者の責任の態様、程度を考慮すべきだが、加えて相手方配偶者の婚姻継続についての意思、請求者に対する感情、離婚を認めた場合の相手方配偶者の精神的・経済的状況及び夫婦間の子、ことに未成熟の子の監護、教育、福祉の状況、別居後に形成された生活関係、例えば夫婦の一方又は双方にすでに内縁関係を形成している場合には、その相手方や子らの状況などが斟酌されなければならない。
- 有責配偶者からされた離婚請求でも、夫婦の別居が両当事者の年齢と同居期間との対比において相当の長期間に及び（夫婦の相当長期間の別居）、その間に未成熟の子が存在しない場合（未成熟子の不存在）には、相手方配偶者が離婚により精神的・社会的・経済的に極めて過酷な状況におかれるなど、離婚を認容することが著しく社会正義に反するといえるような特段の事情が認められない限り（特段の事情の不存在）、当該請求は有責配偶者からの請求であるとの一事をもって許されないとすることはできない。
- 相手方配偶者が離婚によって被る経済的不利益は、財産分与又は慰謝料により解決されるべきものである。

佐藤哲郎裁判官は、結論としては二審判決の破棄差し戻しとしつつも、「有責配偶者からの離婚請求は原則として許さない」とし、それを認めるのは「有責配偶者が相手方や子の償いをしているのに、相手方が報復のために離婚を拒んでいる等の事例に限るべき」との意見を述べた。
その後、Bは差し戻し審で離婚が認められる場合に仮定的・予備的申し立てとして、Aに対して財産分与4000万円の支払いと慰謝料を求める反訴として3000万円の支払いを請求した。1989年11月22日に高裁はAの離婚請求を認める一方でBに対する慰謝料等として1000万円をBに対して支払う判決を言い渡した。

## 過去の判例
過去には男Dが不倫発覚後から妻Rから暴言を吐かれ、出刃包丁を振り回されたりするなどの暴行が激しくなったことを受けて、離婚請求をした訴訟では1952年2月19日に最高裁が請求を棄却する判決を言い渡して確定した。判決文では「妻の行為は穏当ではないが、情においてゆるすべきものがあり、そこに至ったのは夫が自ら種をまいたのであり、『婚姻を継続しがたい重大な理由』には該当しない」「夫が勝手に情婦を持ち、そのため妻と同居できないからこれを追い出すということに帰着するものであって、もしかかる請求が是認されるなら、妻は俗にいう踏んだり蹴ったりである」とあり、有責配偶者の離婚請求についてこの「踏んだり蹴ったり判決」が1987年の最高裁の判例変更まで長らく判例となっていた。
その後の最高裁の判決においても、1954年11月5日に「民法770条1項5号にかかげる事由が、配偶者の一方のみの行為によって惹起されたものと認めるのが正当である場合には、その者は相手配偶者の意思に反して同号により離婚を求めることはできない」（民集8巻11号2033頁）、同年12月1日に「何人も自己の背徳行為により勝手に夫婦生活破綻の原因をつくりながら、それのみを理由として相手方がなお夫婦関係の継続を望むに拘らず、右法条により離婚を強制するが如きことは吾人の道徳観念の到底許さない処であって、かかる請求を許容することは法の認めない処」（民集8巻12号343頁）と判示し、自らの不貞行為により離婚原因（婚姻破綻）を作った者の離婚請求を棄却している。このような立場は、破綻に対して主として有責配偶者の離婚請求権を包含しないと解する消極的破綻主義と呼ばれ、最高裁はこの立場を取っていた。
そして、判例を重ねて消極的破綻主義の射程は明確化され、当事者双方の有責性を比較し、その有責性が同程度か有責配偶者の方が有責性が低い場合、有責配偶者の有責行為が婚姻関係の破綻後になされ、婚姻関係の破綻と因果関係がない場合は、有責配偶者からの離婚請求を認容すべきものとされた。学説の多数は、有責配偶者の離婚請求を認めることが反倫理的であることや、無責配偶者の保護に資するものであるとして、消極的破綻主義を支持していた。しかし、一度有責配偶者に設定されると将来にわたり離婚請求が認められなくなることや、有責配偶者が新たに形成した家族関係（内縁関係）が法的保護を受けられないことなどから、当事者の責任に関係なく離婚を認めるべきとの指摘もされており、本件では遂に最高裁が、「夫婦の相当長期間の別居」、「未成熟子の不存在」、「特段の事情の不存在」の3要件による制限を付して積極的破綻主義を採用したことにより、消極的破綻主義に立っていた判例は変更された。

### 書籍
- 矢口洪一『最高裁判所とともに』有斐閣、1993年5月1日。ASIN 4641027021。ISBN 4-641-02702-1。 NCID BN09128381。OCLC 673758839。国立国会図書館書誌ID:000002252840。
- 夏樹静子「離婚裁判、運命の一日」『裁判百年史ものがたり』文藝春秋〈文春文庫〉、2012年9月4日。ASIN 416718432X。ISBN 978-4-16-718432-2。 NCID BB10176106。OCLC 825159404。国立国会図書館書誌ID:023879167。
- 神谷遊 著「第770条（裁判上の離婚）」、二宮周平 編『新注釈民法』 17巻《親族 (1)》、有斐閣〈有斐閣コンメンタール〉、2017年10月20日。ASIN 4641017522。ISBN 978-4-641-01752-8。 NCID BB24608504。OCLC 1007622714。国立国会図書館書誌ID:028549627。
- 前田陽一、本山敦、浦野由紀子『民法』 6巻《親族・相続》（第5版）、有斐閣〈LEGAL QUEST〉、2019年6月30日。ASIN 4641179417。ISBN 978-4-641-17941-7。 NCID BB28403693。OCLC 1107408354。国立国会図書館書誌ID:029739150。

### 論文
- 岩垂肇「姦通・不貞行為論」（PDF）『信州大学文理学部紀要』第9号、信州大学文理学部、1960年1月25日、73-92頁、hdl:10091/4105、ISSN 0488-6615、NAID 120007101950、OCLC 5173148071、国立国会図書館書誌ID:138846。